# Windows Vista移除的功能
Windows Vista加入了許多新功能，但是同時也有許多在Windows XP中的功能卻遭到移除或沒有改變。

## Windows介面
- 经典登录界面。

## Windows檔案總管的功能
- 舊式登入介面
- 按Ctrl+Enter选定的文件夹在新窗口中打开。
- 标题栏上的文件夹路径或文件夹名（经典主题除外）。
- 显示音乐文件的详细信息
- 在访问C盘根目录、Windows目录、Program Files目录以及System 32目录时的提示“这些文件是隐藏的”。
- 即使按照KB310316中的说明设置了ForceCopyAclwithFile和MoveSecurityAttributes值，[1]使用Windows资源管理器跨卷或在同一卷内复制或移动对象时，权限也不会保留或复制。[2]目前已提供修补程序 (KB2617058) 来恢复MoveSecurityAttributes值，但无法恢复ForceCopyAclwithFile值。

## Internet Explorer的功能
- “关于Internet Explorer”对话框的“更新版本”字段中不再显示最新安装的累积更新。此问题已在 Internet Explorer 9及更高版本中得到纠正。
- 自定义工具栏布局的功能已被移除。地址栏和“命令栏”的位置无法重新调整。
- Internet Explorer已不再与Windows资源管理器集成。该问题同样出现在Windows XP和Windows Server 2003上的Internet Explorer 7和8中。
- 图像工具栏已被取消。浮动工具栏中的大部分命令（如“保存图片”“通过电子邮件发送图片”“设置为背景”等）现在已移至右键单击图片时出现的上下文菜单中。对于在其他受支持的Windows版本上使用Internet Explorer 7或更高版本的用户，也会遇到同样的问题。
- 离线收藏夹（一种可以自动同步和存储网页以供离线浏览的功能）已被取消，取而代之的是使用RSS源。
- Internet Explorer 7中的“Internet临时文件”文件夹（下载文件缓存）的最大大小限制为1024MB。这一限制同样适用于其他 Windows版本上的Internet Explorer 7。
- 一些过时且很少使用的技术已被移除，包括DirectAnimation（英语：DirectX Media）支持、CDF、查看源协议处理程序40位SSL密码。

## 開關機管理
- 低电量模式下无法再配置为运行外部程序。
- 尽管在Windows Vista中对低电量警报和严重电池警报的声音进行了更新，但操作系统的电池通知仅在电池电量达到不足或严重不足水平时才会在屏幕上显示提示；这些声音的用途被电池通知应用程序所预留的。微软表示这是设计的初衷。
- 详细的电池信息，例如电池名称、唯一ID号、化学类型和制造商信息已从电源选项中删除。
- 不再有内置的图形用户界面来配置启动选项。必须使用命令行工具BCDEdit.exe。
- “系统属性”中的“启动硬件配置文件”功能已被移除。
- 与以前版本的Windows不同，Windows Vista在休眠期间不显示进度指示器。微软表示这是设计使然。Windows Vista在从休眠状态恢复后会显示进度指示器，但它是一个不确定的进度条，而不是以前版本Windows中使用的确定进度条。
- 虽然可以自定义Windows在按下硬件电源按钮时的操作，但已经无法设置每次按下按钮时询问用户要执行的操作的选项。因此，无法根据不同情况选择相应的电源操作。[3]
- “关机”菜单已从Windows任务管理器中移除，但并未从“开始”菜单中移除。
- 当系统设置为定时关机或重启时，Shutdown.exe命令行工具不再显示实时倒计时。
- 该shutdown命令行工具将延迟选项（-t）限制为600秒（10分钟）。
- 用于监控通过COM端口连接的UPS的不间断电源（UPS）服务已不再可用。[4]

## Windows附屬應用程式及功能
- Outlook Express
- Windows圖片及傳真檢視器
- Windows Messenger
- 舊式Windows Search
- Windows Mail中对于HTTP邮件服务器的支持。

## Windows Media Player功能
- 列表窗格不再允许通过右键单击项目来删除或编辑项目。
- 播放器库中的类别（例如“音乐”、“图片”、“视频”、“录制的电视节目” ）现在仅显示与其内容类型相关的有限媒体信息（元数据）列。而在先前的版本中，所有类别类型会显示所有可能的元数据列。
- 用于在全屏模式下始终显示控件、显示或隐藏播放列表以及直接关闭Windows Media Player的按钮已被移除。
- 媒体库中的自动排序功能（类似于Windows资源管理器的自动排序）无法被禁用。
- 分组功能无法关闭。库内容始终按其排序标准分组。
- 将媒体添加到库中以搜索本地或网络文件以及仅选择性添加新文件或现有文件的功能已被移除。只能从受监控的文件夹中添加媒体。
- 播放媒体时，搜索滑块无法始终显示。必须将鼠标悬停在播放控件上方的进度条上才能显示搜索滑块。
- 与Windows Media Player 10不同，只要播放器处于打开状态，排序顺序就不会保留在媒体库中。
- 已从高级标签编辑器中移除了所选文件的文件列表。
- 用于循环显示可视化效果的“下一个”和“上一个”按钮已被移除。
- Windows Media Player 10中默认包含的大多数自动播放列表已被移除。
- 用于配置双击文件时执行的操作的媒体库选项（添加到列表、播放全部、播放所选项目）已被移除。
- 播放列表总时间不再显示在“正在播放”列表或媒体库中（如果未选择项目）。它仅在媒体库中显示所选项目的总时间。
- 仅在选择所有曲目后才会显示曲目总数。而总大小（MB）并未在任何视图中显示。
- 可扩展树状视图已从导航窗格/媒体库左侧移除。
- 位于Windows Media Player 10中“正在播放”选项卡旁边的快速访问面板（可通过弹出/下拉菜单浏览媒体库）已被移除。例如，无法通过菜单浏览库，除非切换到库视图。
- 无法将媒体播放器的背景更改为黑色。相反，背景是颜色选择器中所选颜色的近白色阴影。
- 在早期版本的Windows Media Player中，可以使用键盘快捷键“Ctrl + I”来截取快捷键启动时正在显示的视频帧。此功能已在 Windows Media Player 11中移除。
- Windows Media Player早期版本中提供的许可证管理工具已从11版开始移除。无法备份和恢复许可证。这阻止了音乐下载服务用户直接使用 Windows Media Player备份其许可证並将其恢复到另一台计算机。用户现在必须依赖下载服务来协助重新获取该许可证。并非所有服务都支持此功能，因此在某些情况下，用户可能无法播放已购买的用于Windows Media Player 11的媒体（例如，沃尔玛声明：“重要提示：在很多情况下，如果歌曲和许可证文件丢失，我们无法更换。我们强烈建议您使用Windows Media Player 11创建一张或多张音频CD来备份您的音乐”）。
- Windows Media Player 10可供Windows XP下载，是Windows XP Media Center Edition 2005的一部分，它包含用于翻录 MP3 格式的Fraunhofer MP3 ACM编解码器。由于许可限制，Windows Media Player 11仅包含MP3解码器，而不包含ACM编码器。
- Windows Media Player 10中集成的HighMAT刻录功能在Windows Media Player 11中不可用。
- “在皮肤模式下显示锚窗口”选项已被移除。
- “启用设备图片支持”选项已被移除。
- 9SeriesDefault、Atomic、Bluesky、Canvas、Classic、Compact、goo、Headspace、heart、iconic、Miniplayer、Optic、Pyrite、QuickSilver、Radio、Roundlet、Rusty、splat、Toothy、Windows Classic 和 Windows XP 皮肤已被移除。
- Ambience、Particle、Plenoptic、Spikes 和 Musical Colors 可视化效果已被移除。
- Windows Vista版Windows Media Player 11不支持使用旧版渲染器、叠加混合器、视频混合渲染器 (VMR-7) 或高质量模式 (VMR-9) 的选项。Windows Vista 版只能使用增强视频渲染器 (EVR)。
- Windows Vista的Windows Media Player 11不支持实时滑动或实时搜索，即在使用鼠标搜索或暂停状态下使用鼠标点击后显示视频帧的功能，但Windows XP版Windows Media Player 11支持此功能。
- 在Windows Vista中，与媒体文件类型关联的配置选项卡也已从Windows Media Player 11选项中移除。

## 網絡
- 与SMBv1不同，SMB 2协议不支持确定远程卷上的文件是否为硬链接。
- 以太网连接不再显示通知区域图标，也不再提供启用/禁用/修复连接或查看连接状态和属性的快速访问。
- Windows Vista不再在网络资源管理器（取代了“网上邻居”）中自动创建指向先前访问过的网络共享的快捷方式。
- 当新连接建立或有线或无线适配器连接受限或无连接时，不会出现气泡通知。
- NetDDE和NetBEUI不再包含在内。
- 当计算机位于NAT设备后时，IPsec隧道将无法使用。
- 无线配置服务 (Wireless Provisioning Services) 功能（通过下载无线互联网服务提供商 (WISP) 提供的 XML 文件来自动配置无线热点）不受支持。
- Windows远程协助不支持音频（语音）会话和通过 mailto: 发送邀请。
- 一键“修复”功能（可执行一系列步骤快速重置网络连接）已被“网络诊断”功能取代，该功能可尝试执行故障排除並提供建议。
- 任何版本均默认不包含Web文件夹客户端，取而代之的是WebDAV微型重定向器。该功能不适用于64位版本。
- UPnP IGD设备不会显示在“网络连接”或通知区域中。无法像在 Windows XP 中那样查看通过互联网网关的连接状态信息和统计信息。NAT 端口映射可以通过网关设备的“属性”->“网络资源管理器”中的“设置”进行设置。
- 网络设置向导和无线网络设置向导已被移除。
- Windows Vista使用强主机模型进行网络连接，而不是所有以前 Windows 版本使用的弱主机模型。弱主机模型可以接受来自任何网络的本地目的地单播数据包，并将其传输到该网络上的其他接口。在多宿主网络设置中，强主机模型虽然可以提高抵御基于多宿主网络攻击的安全性，但可能会显著限制连接。
- 通知区域（系统托盘）中的单个图标表示通过所有网络适配器和/或互联网网关建立的网络连接，无论是有线还是无线，也包括所有不同类型的连接。无法在任务栏上设置单独的连接状态图标，也无法隐藏部分或全部网络图标。
- 出于安全原因，自动连接到覆盖范围内可用的非首选无线网络以及无线自组织网络的功能已被移除。如果连接是由另一台计算机创建/发起的，则无法保存自组织无线连接的网络配置文件。
- Windows Vista不支持更改 KeepRasConnections 注册表项以在从RAS客户端注销后保持连接。
- Windows Vista不支持直接电缆连接功能。
- 与Outlook Express不同，Windows Mail不支持通过WebDAV协议（旧版Hotmail帐户和Yahoo! Mail使用）发送HTTP邮件；但Windows Live Mail支持WebDAV。
- 与Outlook Express不同，Windows Mail 不允许用户在一个正在运行的程序实例中切换身份或管理多个身份。现在，身份与用户帐户绑定，要创建其他用户或身份，必须创建新的用户帐户。
- 简单邮件传输协议 (SMTP)和POP3 服务器已从 Windows Vista 的 IIS 组件中移除。
- rexec、rsh、finger和其他一些主要用于与基于UNIX的系统通信的命令行工具已从默认安装中移除。基于Unix的应用程序子系统 (SUA)（以前称为Windows Services for Unix）仍然将它们作为可选组件提供。
- Windows Messenger已被移除，取而代之的是指向Windows Live Messenger的链接。Windows Media Center也已放弃对Windows Messenger的支持。
- 用于多播会议的TAPI 3.1 Rendezvous IP电话会议API不可用。
- Windows Vista不包含RTC Client API 1.3。
- 已移除对内置H.323 IP语音 (VOIP) 功能的支持。 NetMeeting、H.323和IP多播会议TSP和MSP以及超级终端均已不再包含在内。Windows会议空间是NetMeeting的替代品；但是，麦克风支持以及设置音频或视频会议的功能等功能现已被移除。
- 电话拨号器已移除呼叫应答、连接到互联网目录、视频通话和 H.323/电话会议功能。
- IP over 1394（FireWire 网络）支持已被移除。
- 路由和远程访问中的基本防火墙/过滤功能和静态IP过滤器API不可用。三层过滤、TCP/IP 端口过滤、Windows防火墙和IPsec均被单层Windows过滤平台取代。
- NetDDE是一种允许使用DDE传输的应用程序通过网络透明地交换数据的技术，现已不再受支持。使用NetDDE的Windows Chat (WinChat) 也已被移除。

#### 旧版网络组件
- 不再支持Gopher协议。
- Windows Messenger服务和Alerter服务不再可用。
- 带宽分配协议 (Bandwidth Allocation Protocol) 和X.25对SLIP 的支持等不常用的协议已被移除。SLIP 连接将自动升级为使用 PPP。
- 基于 PPP 的连接不再支持 SPAP、EAP-MD5-CHAP 和 MS-CHAP v1协议，取而代之的是MS-CHAP v2协议。
- NWLink IPX/SPX/NetBIOS 兼容传输协议不再受支持。
- 异步传输模式 (ATM)已被移除。
- NetBEUI协议不再受支持。
- NT LAN Manager安全支持提供程序服务已被移除，以支持较新的Kerberos身份验证协议。

## 语言和输入法
- 简体中文版特有的仿宋_GB2312（长城仿宋）、楷体_GB2312（长城楷体）和智能ABC输入法被移除，由新的中易仿宋、中易楷体和微软拼音输入法2007的ABC风格代替。